# Новоархангельська селищна рада
Новоарха́нгельська се́лищна ра́да — адміністративно-територіальна одиниця та орган місцевого самоврядування в Новоархангельському районі Кіровоградської області. Адміністративний центр — селище міського типу Новоархангельськ.

## Загальні відомості
- Населення ради: 8354 особи (станом на 2001 рік)
- Офіційна сторінка Facebook — https://www.facebook.com/novselrada/ [Архівовано 9 березня 2022 у Wayback Machine.]

## Населені пункти
Селищній раді підпорядковані населені пункти:
- смт Новоархангельськ
- с. Журавка
- с. Комишеве
- с. Лозуватка
- с. Синюха
- с. Солдатське

## Склад ради
Рада складається з 26 депутатів та голови.
- Голова ради: Шамановський Юрій Павлович
- Секретар ради: Шамановська Надія Василівна

### Керівний склад попередніх скликань
| Прізвище, ім'я, по батькові  | Основні відомості                                                | Дата обрання | Дата звільнення |
| ---------------------------- | ---------------------------------------------------------------- | ------------ | --------------- |
| Лясковський Микола Дмитрович | Селищний голова, 1951 року народження, освіта вища, безпартійний | 26.03.2006   | 31.10.2010      |
| Лясковський Микола Дмитрович | Селищний голова, 1951 року народження, освіта вища               | 31.10.2010   | 25.10.2015      |
| Шамановський Юрій Павлович   | Селищний голова, 1966 року народження, освіта вища, безпартійний | 25.10.2015   |                 |

Примітка: таблиця складена за даними сайту Верховної Ради України та ЦВК

### Депутати VII скликання
За результатами місцевих виборів 2015 року депутатами ради стали:

#### За суб'єктами висування
| Суб'єкт висування                                   | Кількість обраних депутатів | %     |
| --------------------------------------------------- | --------------------------- | ----- |
| Самовисування                                       | 23                          | 88.46 |
| Політична партія Всеукраїнське об'єднання «Свобода» | 2                           | 7.69  |
| Політична партія «Наш край»                         | 1                           | 3.85  |

#### За округами
| № округу | Прізвище, ім'я, по батькові     | Ким висунуто                                        | Дата нар.  | Освіта              | Партійна приналежність                                    | Відомості |
| -------- | ------------------------------- | --------------------------------------------------- | ---------- | ------------------- | --------------------------------------------------------- | --- |
| 1        | Десятник Віктор Іванович        | Самовисування                                       | 10.03.1952 | вища                | безпартійний                                              | смт Новоархангельськ, пенсіонер |
| 2        | Марищенко Анатолій Іванович     | Самовисування                                       | 12.08.1955 | вища                | безпартійний                                              | Новоархангельська районна державна адміністрація, керівник апарату                                                                                 |
| 3        | Зубець Олександр Олександрович  | Самовисування                                       | 24.10.1985 | вища                | безпартійний                                              | Новоархангельська районна рада, консультант голови з питань юридичного забезпечення                                                                |
| 4        | Козакул Євгеній Олександрович   | політична партія Всеукраїнське об'єднання «Свобода» | 24.05.1977 | вища                | член політичної партії Всеукраїнське об'єднання «Свобода» | смт Новоархангельськ, безробітній |
| 5        | Шамановський Ярослав Юрійович   | Самовисування                                       | 20.01.1992 | вища                | безпартійний                                              | смт Новоархангельськ, безробітній |
| 6        | Наумович Віктор Михайлович      | Самовисування                                       | 12.08.1963 | загальна середня    | безпартійний                                              | ПСП «Арсенал», директор |
| 7        | Бебко Михайло Анатолійович      | Самовисування                                       | 20.08.1963 | вища                | безпартійний                                              | Кіровоградська служба автомобільних доріг, провідний інженер                                                                                       |
| 8        | Перевознік Микола Вікторович    | Самовисування                                       | 01.08.1976 | професійно-технічна | безпартійний                                              | Маловисківське управління експлуатації газового господарства, слюсар                                                                               |
| 9        | Пироженко Інна Миколаївна       | Самовисування                                       | 23.01.1981 | вища                | безпартійна                                               | смт Новоархангельськ, фізична особа-підприємець |
| 10       | Готовкін Олександр Анатолійович | Самовисування                                       | 27.11.1983 | загальна середня    | безпартійний                                              | смт Новоархангельськ, фізична особа-підприємець |
| 11       | Антончик Тамара Володимирівна   | Самовисування                                       | 17.09.1972 | вища                | безпартійна                                               | Новоархангельська школа естетичного виховання, викладач                                                                                            |
| 12       | Тарасюк Ольга Всеволодівна      | Самовисування                                       | 18.03.1966 | професійно-технічна | безпартійна                                               | Новоархангельський Фельдшерсько-акушерський пункт, фельдшер                                                                                        |
| 13       | Биць Віктор Михайлович          | Самовисування                                       | 28.04.1964 | професійно-технічна | безпартійний                                              | Торговицьке лісництво, бригадир |
| 14       | Ткач Катерина Степанівна        | Самовисування                                       | 23.12.1962 | вища                | безпартійна                                               | Новоархангельський дошкільний навчальний заклад № 4, завідувачка                                                                                   |
| 15       | Півкопа Микола Іванович         | Самовисування                                       | 12.11.1963 | професійно-технічна | безпартійний                                              | ПСП «Урожай», директор |
| 16       | Аліценко Володимир Васильович   | Самовисування                                       | 06.11.1964 | загальна середня    | безпартійний                                              | смт Новоархангельськ, безробітний |
| 17       | Вовнянко Сергій Юрійович        | Самовисування                                       | 06.08.1981 | вища                | безпартійний                                              | Новоархангельський РЕМ ПАТ «Кіровоградобленерго», старший інспектор енергозбуту                                                                    |
| 18       | Осьмачко Микола Степанович      | політична партія Всеукраїнське об'єднання «Свобода» | 06.12.1979 | вища                | член політичної партії Всеукраїнське об'єднання «Свобода» | Управління Державної казначейської служби України в Новоархангельському районі, головний спеціаліст інформаційних технологій та захисту інформації |
| 19       | Дьяченко Ірина Вікторівна       | Самовисування                                       | 28.10.1983 | вища                | безпартійна                                               | Новоархангельська селищна рада, діловод |
| 20       | Дудняк Наталія Дмитрівна        | Самовисування                                       | 20.11.1975 | вища                | безпартійна                                               | Новоархангельський районний центр зайнятості, заступник директора-начальник відділу надання соціальних послуг                                      |
| 21       | Сінькова Наталія Миколаївна     | Самовисування                                       | 02.04.1978 | вища                | безпартійна                                               | смт Новоархангельськ, безробітна |
| 22       | Пироженко Петро Миколайович     | Самовисування                                       | 23.06.1957 | загальна середня    | безпартійний                                              | смт Новоархангельськ, приватний підприємець |
| 23       | Юрченко Олексій Олексійович     | Самовисування                                       | 04.03.1975 | вища                | безпартійний                                              | Новоархангельська центральна районна лікарня, водій                                                                                                |
| 24       | Поліщук Ігор Сергійович         | Самовисування                                       | 12.08.1965 | вища                | безпартійний                                              | Скалівська ЗОШ, вчитель |
| 25       | Остапов Юрій Васильович         | Політична партія «Наш край»                         | 30.12.1962 | вища                | безпартійний                                              | ТОВ «Гранд-Інформ», консультант з питань землеустрою                                                                                               |
| 26       | Шамановська Надія Василівна     | Самовисування                                       | 15.04.1982 | вища                | безпартійна                                               | Новоархангельська селищна рада, секретар, виконуюча обов'язки селищного голови                                                                     |

### Депутати VI скликання
За результатами місцевих виборів 2010 року депутатами ради стали:

#### За суб'єктами висування
| Суб'єкт висування                | Кількість обраних депутатів | %    |
| -------------------------------- | --------------------------- | ---- |
| Самовисування                    | 19                          | 63,3 |
| Політична партія «Фронт Змін»    | 3                           | 10   |
| Єдиний Центр                     | 2                           | 6,7  |
| Народна партія                   | 2                           | 6,7  |
| Соціалістична партія України     | 2                           | 6,7  |
| Комуністична партія України      | 1                           | 3,3  |
| Політична партія «Нова політика» | 1                           | 3,3  |

#### За округами
| № округу                         | Прізвище, ім'я, по батькові     | Дата визнання обраним | Освіта           | Партійна приналежність                 | Відомості про обраного депутата                                                                |
| -------------------------------- | ------------------------------- | --------------------- | ---------------- | -------------------------------------- | ---------------------------------------------------------------------------------------------- |
| Єдиний Центр                     |                                 |                       |                  |                                        |                                                                                                |
| 21                               | Дяченко Олена Володимирівна     | 05.11.2010            | вища             | член Єдиного Центру                    | Покровська загальноосвітня школа, вчитель                                                      |
| 23                               | Баннік Ольга Іванівна           | 05.11.2010            | вища             | член Єдиного Центру                    | відділ культури і туризму, бухгалтер                                                           |
| Комуністична партія України      |                                 |                       |                  |                                        |                                                                                                |
| 20                               | Мікульська Любов Борисівна      | 05.11.2010            | середня          | позапартійна                           | ТОВ «Піраміда», сестра-господарка                                                              |
| Народна Партія                   |                                 |                       |                  |                                        |                                                                                                |
| 4                                | Пересунько Діна Михайлівна      | 05.11.2010            | вища             | позапартійна                           | Новоархангельська селищна рада, секретар                                                       |
| 16                               | Голінський Петро Григорович     | 05.11.2010            | вища             | член Народної партії                   | Новоархангельська газова дільниця, начальник                                                   |
| Політична партія «Нова політика» |                                 |                       |                  |                                        |                                                                                                |
| 30                               | Вергуненко Вадим Віталійович    | 05.11.2010            | вища             | член Політичної партії «Нова політика» | Новоархангельська ТВБВ ВАТ «Ощадбанк», завідувач дільниці інкасації                            |
| Політична партія «Фронт Змін»    |                                 |                       |                  |                                        |                                                                                                |
| 1                                | Завалко Віктор Петрович         | 05.11.2010            | вища             | член Політичної партії «Фронт Змін»    | Новоархангельський район електромереж ВАТ «Кіровоградобленерго», юрисконсульт                  |
| 5                                | Шамановський Юрій Павлович      | 05.11.2010            | середня          | член Політичної партії «Фронт Змін»    | ТОВ «Новогран», директор                                                                       |
| 10                               | Готовкін Олександр Анатолійович | 05.11.2010            | середня          | член Політичної партії «Фронт Змін»    | ПП «Готовкін О. А.»                                                                            |
| Соціалістична партія України     |                                 |                       |                  |                                        |                                                                                                |
| 19                               | Перкіна Оксана Олексіївна       | 05.11.2010            | вища             | член Соціалістичної партії України     | дитсадок № 4, вихователь                                                                       |
| 27                               | Гончар Наталія Володимирівна    | 05.11.2010            | вища             | член Соціалістичної партії України     | Синюхінська загальноосвітня школа, директор                                                    |
| Самовисування                    |                                 |                       |                  |                                        |                                                                                                |
| 2                                | Марищенко Анатолій Іванович     | 05.11.2010            | вища             | позапартійний                          | тимчасово не працює                                                                            |
| 3                                | Білоус Світлана Миколаївна      | 05.11.2010            | вища             | позапартійна                           | центр соц. служб для сім'ї, дітей та молоді Новоархангельської РДА, директор                   |
| 6                                | Коваленко Оксана Юріївна        | 05.11.2010            | вища             | член Партії регіонів                   | Новоархангельська загальноосвітня школа № 1, заступник директора                               |
| 7                                | Бебко Михайло Анатолійович      | 05.11.2010            | вища             | позапартійний                          | служба автомобільних доріг в Кіровоградській області, провідний інженер                        |
| 8                                | Галкіна Валентина Борисівна     | 05.11.2010            | вища             | член Партії регіонів                   | Новоархангельська загальноосвітня школа № 1, вчитель                                           |
| 9                                | Анастасьева Надія Василівна     | 09.01.2011            | вища             | член Партії регіонів                   | Новоархангельська селищна рада, діловод                                                        |
| 11                               | Пироженко Олександр Петрович    | 09.01.2011            | вища             | позапартійний                          | приватний підприємець                                                                          |
| 12                               | Ткаченко Вікторія Анатоліївна   | 05.11.2010            | середня          | член Партії регіонів                   | тимчасово не працює                                                                            |
| 13                               | Бринза Валентина Олександрівна  | 05.11.2010            | вища             | позапартійна                           | Новоархангельська загальноосвітня школа № 2, вчитель                                           |
| 14                               | Негур Яніна Михайлівна          | 05.11.2010            | середня          | член Партії регіонів                   | тимчасово не працює                                                                            |
| 15                               | Шамановська Надія Василівна     | 09.01.2011            | вища             | член Партії регіонів                   | Новоархангельський центр зайнятості, головний спеціаліст-бухгалтер                             |
| 17                               | Дудняк Олександр Васильович     | 05.11.2010            | середня          | член Партії регіонів                   | ПП «Меридіан», головний інженер                                                                |
| 18                               | Гриценко Роман Миколайович      | 09.01.2011            | незакінчена вища | член Політичної партії «Фронт Змін»    | ПП «Медфарма», водій-екапедитор                                                                |
| 22                               | Пироженко Петро Миколайович     | 09.01.2011            | вища             | позапартійний                          | приватний підприємець                                                                          |
| 24                               | Бедрик Анатолій Петрович        | 05.11.2010            | середня          | член Партії регіонів                   | ПП «ДНБ», завідувач виробництва                                                                |
| 25                               | Шевченко Олександр Миколайович  | 05.11.2010            | вища             | позапартійний                          | Новоархангельський район електромереж ВАТ «Кіровоградобленерго», майстер виробничої діяльності |
| 26                               | Грубий Сергій Петрович          | 09.01.2011            | вища             | член Політичної партії «Нова політика» | пенсіонер                                                                                      |
| 28                               | Апостолова Лариса Володимирівна | 05.11.2010            | вища             | позапартійна                           | Синюхінська загальноосвітня школа, вчитель                                                     |
| 29                               | Лагодієнко Василь Адольфович    | 05.11.2010            | вища             | член Партії регіонів                   | ПП «Биць В. М.», робітник                                                                      |